# Contea di Qin'an
La contea di Qin'an (秦安县S, Qín'ān XiànP) è una contea della Cina, situata nella provincia del Gansu.